# Nancy Cantor
Nancy E. Cantor (geb. 4. Februar 1952 in New York City) ist eine US-amerikanische Psychologin und Hochschuladministratorin. Seit 2014 ist sie Präsidentin des Hunter College. Zuvor war sie Kanzlerin an der Rutgers University-Newark, der Syracuse University und der University of Illinois at Urbana-Champaign. Cantor ist international für ihre Forschung zur Persönlichkeitspsychologie sowie ihren Einsatz für Diversität und Inklusion in Bildungseinrichtungen bekannt.

## Leben
Cantor wuchs in einer sozial engagierten jüdischen Familie in New York City auf. Ihre Mutter Marjorie war Gerontologin, ihr Vater Aaron Anwalt. Ursprünglich wollte Cantor Balletttänzerin werden, musste diesen Traum jedoch aufgrund gesundheitlicher Probleme während ihres Studiums am Sarah Lawrence College aufgeben. Danach studierte sie Sozialpsychologie und promovierte an der Stanford University.
Cantor ist mit Steven Brechin verheiratet, einem Professor für Soziologie. Das Paar lernte sich während Cantors Sabbatical in Michigan kennen und heiratete zehn Monate später.

## Wirken
Cantor begann ihre akademische Karriere als Forscherin und erhielt früh Auszeichnungen, darunter den Distinguished Scientific Award der American Psychological Association für ihre frühen Beiträge zur Psychologie. 2000 wurde sie zum Mitglied der American Academy of Arts and Sciences gewählt.
Von 2001 bis 2004 war Cantor als erste weibliche Kanzlerin der University of Illinois tätig. Dort führte sie Programme zur Unterstützung der Familien von Angestellten und Studierenden ein und setzte sich erfolgreich für Krankenversicherungs-Erstattungen für gleichgeschlechtliche Partner ein.
Im Jahr 2004 wurde Cantor Kanzlerin der Syracuse University. Während ihrer neunjährigen Amtszeit erhöhte sie die Zahl der Studierenden um 22 Prozent und stärkte fächerübergreifende Programme. Sie investierte erheblich in die städtische Entwicklung von Syracuse, insbesondere durch Projekte wie den „Connective Corridor“, der Campus und Innenstadt verband, und initiierte das „Say Yes to Education“-Programm für Schüler der städtischen Schulen. Cantor setzte sich für ethnische und sozioökonomische Diversität ein und erhöhte den Anteil von Studierenden ethnischer Minderheiten merklich.
Ihre Amtszeit in Syracuse war auch von Kontroversen begleitet, etwa dem Austritt der Universität aus der Association of American Universities (AAU) und Diskussionen über ihren Führungsstil, den einige Fakultätsmitglieder als autoritär empfanden.
2014 übernahm Cantor die Kanzlerschaft der Rutgers University-Newark. Dort widmete sie sich der Förderung von Studierenden mit Migrationshintergrund und erster Generation und betonte die Bedeutung des Campus als Ort, an dem der „amerikanische Traum“ neu erfunden werde.
Als Ko-Vorsitzende des Lenkungsausschusses der Presidents’ Alliance on Higher Education and Immigration äußerte sie wiederholt Besorgnis über politische Eingriffe in die Wissenschaftsfreiheit sowie Kürzungen und Einschränkungen von Diversitätsprogrammen unter der Trump-Regierung. Sie betont, dass vielfältige Teams wesentlich innovationsfähiger seien als homogene.
Cantor erhielt zahlreiche Auszeichnungen, darunter den Reginald Wilson Diversity Leadership Award und den Frank W. Hale, Jr. Diversity Leadership Award.